# Otto Speth
Otto Speth (* 3. September 1868 in Donauwörth; † 7. April 1949 in Traunstein) war ein deutscher Verwaltungsjurist und Bezirksoberamtmann.

## Leben
Otto Speth studierte in den Jahren von 1887 bis 1891 Rechtswissenschaften an der Ludwig-Maximilians-Universität München (Mitglied der Studentenverbindung Corps Ratisbonia München) und leistete seinen Militärdienst als Einjährig-Freiwilliger. Nach der ersten juristischen Staatsprüfung schloss sich der dreijährige Vorbereitungsdienst (Referendariat) an, der ihn zum Amts- und Landgericht Amberg sowie zum Bezirksamt Amberg führte. 1894 folgte in Regensburg das Große juristische Staatsexamen mit der Note II 8/20. Zum Jahresbeginn 1895 fand er eine Anstellung als geprüfter Rechtspraktikant bei der Regierung der Oberpfalz. Mitte Oktober wurde er dort Akzessist und im Oktober 1898 kam er als Assessor zum Bezirksamt Wunsiedel und im Januar 1903 zum Bezirksamt Traunstein.
Am 1. Oktober 1909 wurde  er als Bezirksamtmann mit der Leitung des Bezirksamtes Mallersdorf betraut. Dieses Amt hatte er bis zu seinem Weggang zum 1. März 1914 als Bezirksamtsvorstand im Bezirksamt Mühldorf a. Inn inne. Dort wurde er im Dezember 1917 zum Regierungsrat ernannt und zum 1. April 1920 als Bezirksoberamtmann übergeleitet.
Zum 1. November 1933 ging er in den Ruhestand.